# Comite al secuilor
Comitele secuilor (în maghiară székelyispán, în latină comes Sicolorum) a fost conducătorul comunității secuiești din Transilvania în cadrul Regatului Ungariei. Comiții îndeplineau atribuții administrative, judiciare și militare. Ei administrau scaunele secuiești, plus Țara Bârsei și alte teritorii săsești din Transilvania. Reședința oficială a comiților era cetatea de la Gurghiu, care se afla în afara teritoriilor atribuite lor.
Numiți în mod direct de către regele Ungariei, comiții secuilor rămâneau independenți față de voievodul Transilvaniei. Existența acestei funcții este atestată încă de prin 1220. Ea a fost îndeplinită întotdeauna de un nobil maghiar și niciodată de către un membru al comunității secuiești. Comiții au fost subordonați voievozilor în anii 1460.

## Origini
Episcopul Otto de Freising îi menționează pe „comiții” ce conduceau avangarda trupelor maghiare în bătălia din 1146 de la râul Leitha. Deoarece avangarda erau formată la acel moment numai din secui și pecenegi, mențiunea episcopului se poate referi la existența acestei funcții încă deja de la mijlocul secolului al XII-lea. Pe de altă parte, secuii, împreună cu pecenegii, românii și sașii, au fost conduși de comitele Sibiului împotriva Bulgariei în 1210. Prima cartă regală care menționează un comite al secuilor a fost emisă în 1235, dar se referă la un eveniment care a avut loc cu șapte ani mai înainte, deci funcția trebuie să fi existat cel mai târziu în 1228.

## Jurisdicție
Grupurile de secui care au locuit pe văile râurilor Hârtibaciu și Sebeș s-au mutat înspre est, peste râul Olt în jurul anului 1220. Migrația lor era legată de sosirea coloniștilor vorbitori de limba germană (strămoșii sașilor), care s-au stabilit pe fostele teritorii secuiești. Secuii de pe valea Sebeșului au format Sepsiszék, „scaunul Sebeșului”, menționat pentru prima dată în 1252. În cursul acelui secol, noi scaune secuiești au luat ființă, iar scaunele secuiești au format împreună Ținutul Secuiesc sub autoritatea unui comite.
Jurisdicția comiților secuilor nu a fost limitată doar la Ținutului Secuiesc, ci s-a extins și asupra unor comunități săsești din Transilvania, care se stabiliseră pe teritoriile locuite anterior de secui. Sașii din districtele Mediaș (Mediasch) și Șeica Mare (Marktschelken) s-au aflat sub autoritatea comitelui secuilor din 1320 până în 1402, când au fost atașați scaunelor săsești aflate sub autoritatea comitelui Sibiului. Districtele săsești Bistrița (Bistritz), Brașov (Kronstadt) și Rodna au fost, de asemenea, supravegheate de către comiții secuilor începând din 1344.
Comiții secuilor au stăpânit, de asemenea, domeniile Gurghiu (Görgény) și Hălchiu (Höltövény), adică au obținut veniturile acestor cetăți și ale teritoriilor regale atașate lor. Ei au primit, de asemenea, beneficiile aduse de cetățile de graniță Bran și Oratea (Királykő, azi Podu Dâmboviței) în secolul al XV-lea.

## Listă de comiți ai secuilor
- Bogomér, fiul lui Szoboszló (c. 1228)[1]
- Moise Ákos (c. 1291)[1]
- Péter („Dințosul”) din familia Bő, (c. 1294–c. 1299)[1]
- Tamás Losonci (1315–1320)[8]
- István Losonci (1315)[8]
- Simon din familia Kacsics (1320–1327)[8]
- Lack din familia Hermán (1328–1343)[8]
- Andrei Lackfi (1343–1350)[8]
- Lőkös („Croatul”) Raholcai (1352–1356)[8]
- János Zsámboki, Jr. (1356–1360)[8]
- Nicolae Lackfi (1363–1367)[8]
- Ștefan Lackfi (1367–1371)[8]
- Ladislau de Losoncz (1373–1376)[8]
- Miklós Derencsényi (1377–1380)[8]
- Miklós Perényi (1380–1382)[8]
- Miklós Losonci (1382–1385)[11]
- Balc Bélteki (1387–1390)[11]
- Drág Bélteki (1387–1390)[11]
- János („Vlahul”) Bélteki (1390)[11]
- Simon Szécsényi (1390–1391)[11]
- István Kanizsai (1391–1395)[11]
- Ferenc Bebek (1395–1397)[11]
- Péter Perényi (1397–1401)[11]
- János Maróti (1397–1398)[11]
- György Csáki (1402–1403)[11]
- Dénes Marcali (1402–1403)[11]
- János Harapki (1404)[11]
- László Monostori (1404)[11]
- Mihály Nádasi (1405–1421)[11]
- Péter Bebek (1423–1427)[11]
- János Jakcs de Kusaly (1427–1431)[11]
- Mihály Jakcs de Kusaly (1427–1438)[12]
- Henrik Tamási (1437)[12]
- Emeric Bebek al II-lea (1438–1441)[12]
- Ferenc Csáki (1439, 1440, 1446–1448)[12]
- István Bánfi de Losonc (1440–1441)[12]
- Iancu de Hunedoara (1441–1446)[12]
- Nicolae de Ujlak (1441–1446)[12]
- Rénold Rozgonyi (1449–1453, 1455)[12]
- Ioan de Rozgony (1449, 1457)[12]
- Osvát Rozgonyi (1449–1453, 1454–1458)[12]
- János Ország (1454–1457)[12]
- Imre Hédervári (1454)[12]
- Bartolomeu Dragfi (1479–1488)[13]